# باسالا توره
باسالا توره (انگلیسی: Bassala Touré؛ زادهٔ ۲۱ فوریهٔ ۱۹۷۶) بازیکن فوتبال اهل مالی بود.
از باشگاه‌هایی که در آن بازی کرده است می‌توان به باشگاه ورزشی العربی کویت، باشگاه فوتبال لوادیاکوس، باشگاه فوتبال الکوکب المراکشی، و باشگاه ورزشی العربی قطر اشاره کرد.
وی همچنین در تیم ملی فوتبال مالی بازی کرده است.